# Josipovac Punitovački
Josipovac Punitovački (slovački: Josipovec Punitovský) je naselje u općini Punitovci u Osječko-baranjskoj županiji, sjeverno od grada Đakova.

## Stanovništvo
Po popisu stanovništva iz 2011. godine, naselje je imalo 788 stanovnika, čineći ga najnaseljenijim u općini.
| broj stanovnika |       |       |       | 432   | 578   | 559   | 590   | 685   | 856   | 882   | 888   | 912   | 927   | 858   | 806   | 787   | 693   |
|                 | 1857. | 1869. | 1880. | 1890. | 1900. | 1910. | 1921. | 1931. | 1948. | 1953. | 1961. | 1971. | 1981. | 1991. | 2001. | 2011. | 2021. |

## Povijest
Prvi stanovnici dolaze krajem 1870-tih iz krajeva sjeverne Slovačke na poziv đakovačkog biskupa Josipa Jurja Strossmayera, a za krčenje šuma i pretvaranje u plodnu zemlju. Navodi se da je selo dobilo ime po prvom imenu biskupa Strossmayera - Josipovac. Pošto nije tada u Slavoniji bilo puno stanovništva naviknutog na taj posao, dolaze Slovaci s obitelji iz okolice Nove Bistrice. Migracije stanovništva, najviše zbog posla, su bile tada jednostavnije jer su svi navedeni krajevi spadali pod Austro-Ugarsku monarhiju. Selo je utemeljeno 1881. Uz obitelji iz Slovačke došlo je desetak slovačkih obitelji s područja orahovačkog kraja iz sela Zokov Gaj, Duga Međa i Podrumina, koje su tamo doselile nešto ranije. Svaka obitelj je dobila na korištenje 10 jutara zemlje, a do 1897. većina je uspjela otkupiti zemlju. Prva kapelica je podignuta 1882., veća crkva 1923.

## Crkva
U selu je katolička filijarna crkva sv. Mihaela arkanđela koja pripada župi sv. Ladislava kralja u Punitovcima, te čepinskom dekanatu Đakovačko-osječke nadbiskupije. Crkveni god ili kirvaj slavi se 29. rujna.

## Školstvo
- Osnovna škola "Josip Kozarac" Josipovac Punitovački s područnim školama u Punitovcima i Jurjevcu Punitovačkom.

## Kultura
- Slovačko kulturno umjetničko društvo "Braće Banas", uz Maticu Slovačku organizator folklornog festivala "Slováci do Drlaku".
- Matica Slovačka Josipovac

## Spomenici i znamenitosti
Bista Josipu Jurju Strossmayeru, spomenik Janošyku, bista svećeniku Andriji Šuljak, skulptura na hrastovom trupcu "Dolazak Slovaka u Josipovac".

## Sport
- NK Omladinac Josipovac Punitovački - natječe se u 2. ŽNL Osječko-baranjska NS Đakovo
- Udruga ribiča "Karas" Josipovac

## Ostalo
- Dobrovoljno vatrogasno društvo Josipovac
- Udruga korisnika bežićnog sustava "WI-FI LEONE"
- Udruga šuma "Trumbetaš" Josipovac

## Vanjske poveznice
- http://punitovci.hr/
- http://os-jkozarac-josipovac-punitovacki.skole.hr/  Arhivirana inačica izvorne stranice od 13. studenoga 2018. (Wayback Machine)